# Епідерміс

Шари надшкір'я

Епіде́рміс (лат. epidermis, від грец. ἐπιδερμίς), надшкі́р'я — зовнішній шар шкіри. Надшкір'я утворює бар'єр між внутрішнім середовищем організму й інфекційними агентами та патогенами довколишнього середовища, регулює виділення води організмом шляхом черезнадшкірної втрати води (ЧНВВ).
Надшкір'я складається з п'яти шарів: основного (базального), остистого, зернистого, блискучого й рогового. Усі вони утворюються зі стовбурових клітин основного шару. У всіх шарах надшкір'я експресуються ЕНК.

Оптична томографія верхнього шару шкіри

У безхребетних надшкір'я може виділяти тверді речовини (кутикула круглих червів, черепашка молюсків).

## Будова

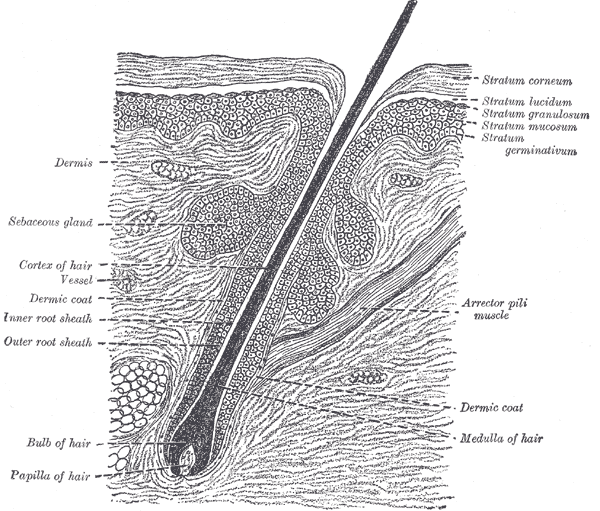
Розріз, що показує шари надшкір'я

У ссавців складається з п'яти шарів клітин, що відрізняються за будовою та функціями. Найглибший шар — базальний, вище знаходяться шипоподібний, зернистий, блискучий і роговий. Життєвий цикл розвитку й оновлення надшкір'я становить 26 — 28 діб. У базальному шарі клітини безперервно розмножуються й починають формувати кератиноцити (основний вид клітин надшкір'я). Також у базальному шарі містяться меланоцити — великі клітини, в яких проходить синтез пігменту меланіну і які відповідають за колір шкіри. Під дією ферменту тірозинази з амінокислоти тирозину утворюється доксифенілаланін (ДОФА), або промеланін, який полімеризується в меланін. Таким чином формуються меланіновмісні органели — меланосоми, які потім передаються кератиноцитам. На один меланоцит припадає приблизно 36 кератиноцитів. Крім меланоцитів у шкірі міститься значна кількість меланофагів, клітин, що фагоцитують меланін. Колір шкіри залежить від індивідуальних особливостей і приналежності людини до певної раси. Регуляцію меланогенезу здійснюють нервова й ендокринна системи. Так, при надмірному опроміненні сонячним ультрафіолетом виникає адаптивна реакція у вигляді засмаги. При цьому меланін, що синтезується клітинами відбиває промені ультрафіолету й захищає тканини від опромінення й пошкодження.
В остистому шарі надшкір'я крім епітеліальних містяться клітини Лангерганса, що розпізнають чужі антигени, які потрапляють у шкіру, й передають їх макрофагам, беручи таким чином участь у реакціях імунітету.
Епітеліальні клітини формуються в зернистому й блискучому шарах, продукуючи великі кератогіалінові зерна.
Зовнішній роговий шар надшкір'я складається з мертвих клітин, які не містять ядра чи органел і заповнені кератиновими філаментами й кератогіаліновими гранулами. Він постійно злущується й оновлюється. Клітини цього шару зв'язані за допомогою твердої міжклітинної рідини, що перешкоджає їх відторгненню. Поверхнева плівка, що покриває роговий шар надшкір'я, представлена продуктами життєдіяльності епітелію, сальних і потових залоз, має слабокислу реакцію (рН 4,5 — 5,5), забезпечує еластичність шкіри та є першим бар'єром на шляху проникнення в організм фізичних, хімічних та інфекційних агентів.

## Галерея

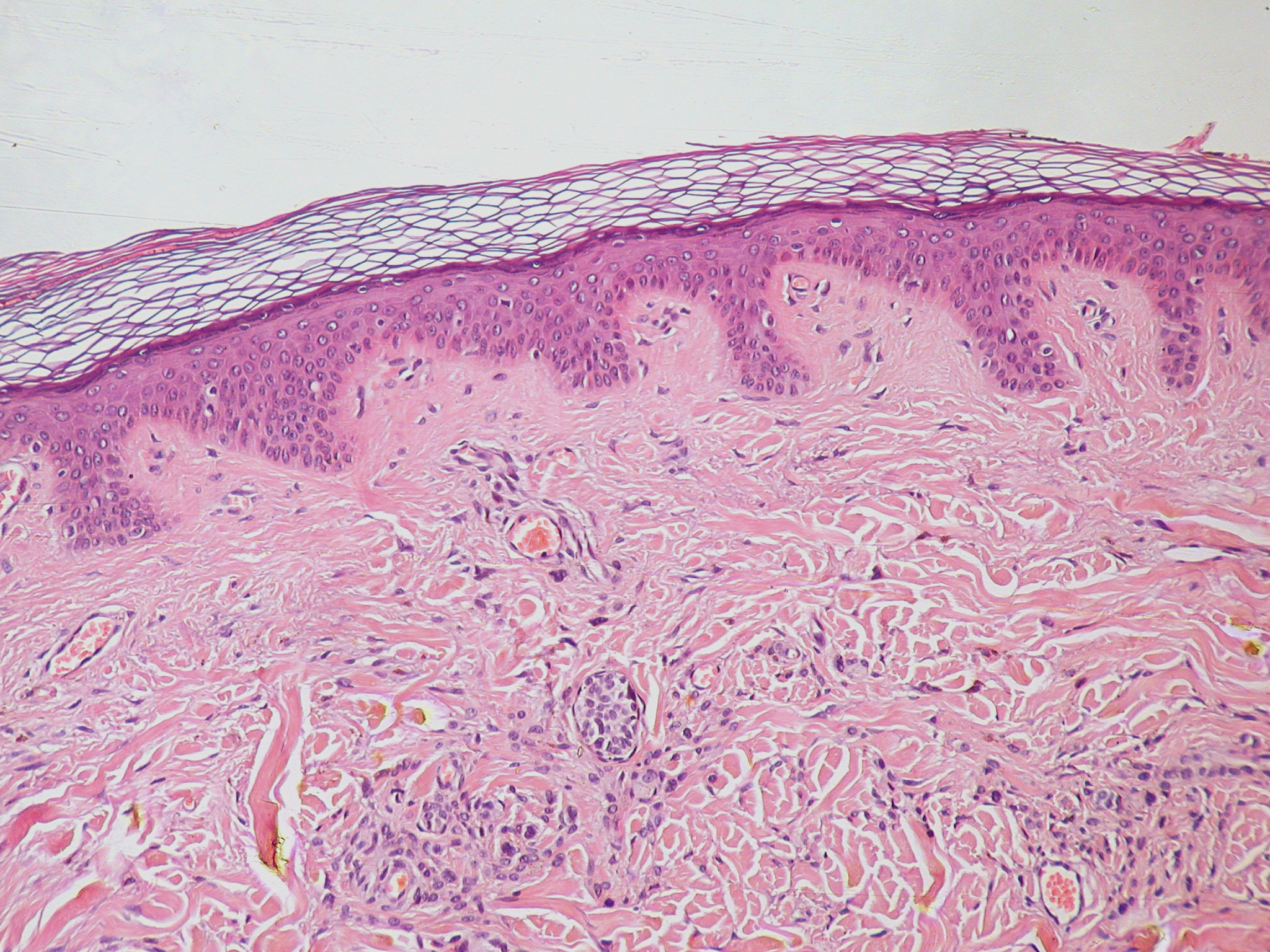
Епідерміс і дерма шкіри людини
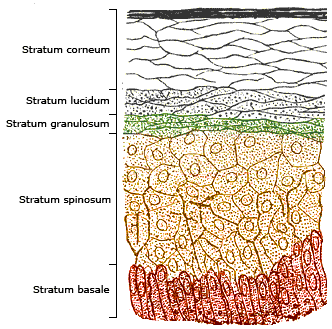
Епідерміс у розрізі
Оптична томографія кінчиків пальців людини
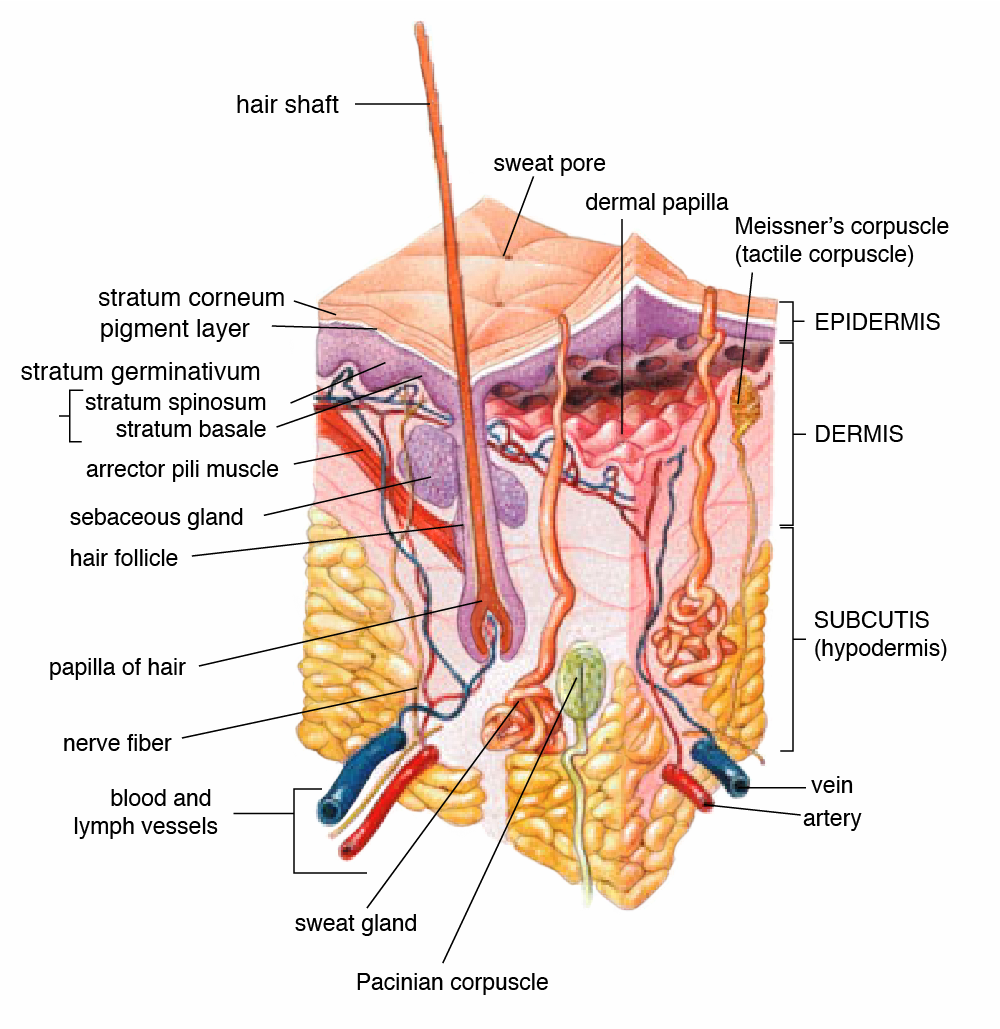
Схема всіх рівнів шкіри людини